# Leporinus jamesi
Leporinus jamesi är en fiskart som beskrevs av Garman 1929. Leporinus jamesi ingår i släktet Leporinus och familjen Anostomidae. Inga underarter finns listade i Catalogue of Life.